# Elezioni parlamentari in Siria del 2024
Le elezioni parlamentari in Siria del 2024 si sono tenute il 15 luglio per il rinnovo del Consiglio del popolo, il parlamento del paese.
A causa della guerra civile in corso nel paese, le votazioni non si sono tenute nelle zone di aperto conflitto presso il Governatorato di Idlib nel nord-ovest e nelle zone di controllo curdo nel nord-est, nonché all’estero, viste le difficoltà di tipo logistico.
Esse hanno visto, in un contesto elettorale palesemente opaco e non trasparente, l’ennesima riconferma del Fronte Nazionale Progressista guidato dal Partito Ba'th di Bashar al-Assad, che, avendo ottenuto ben 185 seggi su 250 (il resto è invece andato a candidati indipendenti vincolati al regime) ha così potuto consolidare il proprio dominio sull’assemblea.

## Sistema elettorale
Per le elezioni parlamentari, la legge elettorale siriana prevede l’applicazione di un peculiare sistema maggioritario in blocco in 15 collegi plurinominali che, anziché riguardare i singoli candidati, riguarda i partiti politici e le coalizioni: in tal senso, la formazione politica che ottiene il maggior numero di voti ottiene, automaticamente, tutti i seggi disponibili per quel determinato collegio, senza rappresentanza per le altre formazioni. 
In aggiunta a ciò, il Fronte Nazionale Progressista è, per legge, titolato a ottenere almeno 127 seggi nel parlamento siriano, poiché la compilazione delle liste elettorali deve comprendere almeno due terzi dei candidati provenienti da tale blocco politico, e la metà di questi deve necessariamente essere o lavoratore o agricoltore.

## Risultati
Dati parziali: 
| Partito                       | Seggi                | +/-   |
| ----------------------------- | -------------------- | ----- |
| Fronte Nazionale Progressista | 185                  | +2    |
| Indipendenti                  | 65                   | —2    |
| Totale                        | 250                  |       |
| Votanti                       | 7.326.844            | 38,16 |
| Elettori                      | 19.200.325           |       |
| Fonte                         | (EN) Dati elettorali |       |